# Aparições de Babymetal na mídia
Esse artigo lista as aparições de Babymetal na mídia.

## Televisão
| Programa                                                                                    | Datas de transmissão    | Empresa transmissora | Notas |
| ------------------------------------------------------------------------------------------- | ----------------------- | -------------------- | --- |
| Oriental Radio no Tsugikuru~tsu! (オリエンタルラジオのツギクルッ!)                          | 12 de março de 2012     | Music On! TV         | - Programa reprisado entre os dias 13 e 16 de março, e dia 18 de março - Yuimetal não esteve presente devido a problemas de saúde - Aparição para promover o single "Babymetal × Kiba of Akiba" |
| Happy Music (ハッピーMUSIC)                                                                 | 4 de janeiro de 2013    | NTV                  | - Aparição para promover o single "Ijime, Dame, Zettai" |
| Music Japan                                                                                 | 6 de janeiro de 2013    | NHK                  | - Aparição para promover o single "Ijime, Dame, Zettai" |
| Hot Wave                                                                                    | 13 de fevereiro de 2013 | TV Saitama           | — |
| Hot Wave                                                                                    | 19 de junho de 2013     | TV Saitama           | — |
| Music Dragon (ミュージックドラゴン)                                                         | 21 de junho de 2013     | NTV                  | - Aparição para promover o single "Megitsune" |
| Music Japan Annex                                                                           | 15 de julho de 2013     | NHK                  | - Aparição para promover o single "Megitsune" |
| Kanzen SakuraGaku (完全娯楽)                                                                | 29 de novembro de 2013  | Sanli TV             | - Programa filmado em Taiwan |
| Kanzen SakuraGaku (完全娯楽)                                                                | 6 de dezembro de 2013   | Sanli TV             | - Programa filmado em Taiwan |
| Music Station (ミュージックステーション)                                                    | 7 de fevereiro de 2014  | tv asahi             | - Aparição para promover o álbum Babymetal |
| Babymetal Genshō ~Sekai ga Nekkyō Suru Riyū~ (BABYMETAL現象～世界が熱狂する理由～)          | 22 de dezembro de 2014  | NHK General TV       | - Programa especial sobre a turnê mundial realizada pelo grupo |
| Music Station Special Superlive (ミュージックステーションスーパーライブ)                    | 26 de dezembro de 2014  | tv asahi             | - Durante o programa, o grupo apresentou a canção "Ijime, Dame, Zettai" |
| Babymetal Legend "2015" Shinshun Kitsune Matsuri (BABYMETAL LEGEND“2015”～新春キツネ祭り～) | 15 de março de 2015     | WOWOW                | - Transmissão especial do concerto Legend "2015" Shinshun Kitsune Matsuri, realizado pelo grupo em janeiro de 2015                                                                              |

## Rádio
| Programa                                                                                    | Datas de transmissão                      | Empresa transmissora       | Notas                          |
| ------------------------------------------------------------------------------------------- | ----------------------------------------- | -------------------------- | ------------------------------ |
| Mu~Komi Plus (ミュ〜コミ+プラス)                                                            | 21 de março de 2012                       | Nippon Broadcasting System | —                              |
| Buzz Rock (バズロック)                                                                      | 23 de julho de 2012                       | FM OSAKA                   | —                              |
| Ongaku-Beat (音楽人)                                                                        | 29 de setembro de 2012                    | FM NACK5                   | —                              |
| Tokyo No.1 Kawaii Radio (TOKYO No.1 カワイイラジオ)                                         | 22 de dezembro de 2012                    | JFN                        | —                              |
| Tresen+                                                                                     | 7 de janeiro de 2013                      | FM YOKOHAMA                | —                              |
| ~Idol Showcase~ i-Ban!!                                                                     | 13 de janeiro de 2013                     | NACK5                      | —                              |
| Redniqs                                                                                     | 14 de janeiro de 2013                     | FM802                      | —                              |
| Mu~Komi Plus                                                                                | 18 de junho de 2013                       | Nippon Broadcasting System | - Aparição somente de Su-metal |
| Tokyo No.1 Kawaii Radio (TOKYO No.1 カワイイラジオ)                                         | 18 de agosto de 2013                      | JFN                        | - Aparição somente de Su-metal |
| Babymetal no All Night Nippon (BABYMETALのオールナイトニッポン\|オールナイトニッポン)       | 7 de outubro de 2013                      | Nippon Broadcasting System | —                              |
| T.M.Revolution no Chokotto Night Nippon (T.M.Revolution 西川貴教のちょこっとナイトニッポン) | 17 de fevereiro – 21 de fevereiro de 2014 | Nippon Broadcasting System | —                              |
| Metal God JP (メタルゴッドJP)                                                               | 30 de dezembro de 2014                    | NHK-FM                     | —                              |

## Comerciais
| Produto                                                    | Distribuidora | Período                                 | Notas                                                 |
| ---------------------------------------------------------- | ------------- | --------------------------------------- | ----------------------------------------------------- |
| Metallica: Through the Never (versão legendada em japonês) | Pony Canyon   | 15 de novembro – 21 de novembro de 2013 | - Trailer especial dedicado ao IMAX Digital & YouTube |
| Android                                                    | Google Japan  | 31 de outubro – 31 de dezembro de 2014  |                                                       |

## Jogos

### CROSS×BEATS
CROSS×BEATS é um jogo eletrônico de ritmo produzido por NAOKI MAEDA e publicado pela Capcom para a plataforma iOS, lançado no outono de 2013. As canções do grupo incluidas no jogo foram disponibilizadas de forma especial em eventos de tempo limitado.
| Evento                                       | Canções incluidas                           | Período de evento                                                       |
| -------------------------------------------- | ------------------------------------------- | ----------------------------------------------------------------------- |
| Next Break Artist - Highscore Attack         | "Megitsune"                                 | 10 de fevereiro – 18 de fevereiro de 2014                               |
| BABYMETAL and CROSS×BEATS Hot Collaboration! | "Ijime, Dame, Zettai" e "Gimme Chocolate!!" | 22 de maio – 18 de junho de 2014                                        |
| TEAM BATTLE BABYMETAL SPECIAL EDITION        | "Iine!" e "Head Bangya!!"                   | 12 de agosto – 15 de agosto de 2014 16 de agosto – 20 de agosto de 2014 |

## Publicações

### Participações emphotobooks
- DOCUMENT PHOTO BOOK INAZUMA ROCK FES. 2013 (photobook lançado em 16 de dezembro de 2013; com fotos das apresentações de artistas no festival INAZUMA ROCK FES. 2013)[32]